# Мухаммад аль-Хашими
Мухаммад ибн Абд-ал-Азиз ал-Хашими (X в.) — арабский математик, астроном и законовед. Работал в Ракке (Сирия). Согласно ал-Бируни, в 932 году наблюдал в Ракке солнечное затмение.
В трактате «О вычислении иррациональных корней» разъяснены алгебраические действия с квадратными корнями, сопровождаемые геометрическими доказательствами.
Ал-Хашими принадлежит также «Совершенный зидж».